# Bowman Peak
Il Bowman Peak (in lingua inglese: Picco Bowman) è un picco roccioso antartico, situato sul fianco meridionale del Ghiacciaio Butler, nei Monti Alessandra, nella Penisola di Edoardo VII, in Antartide. 
Fu scoperto nel 1929 nel corso della prima spedizione antartica dell'esploratore polare Byrd, e dallo stesso Byrd denominato in onore di John McEntee Bowman, fondatore e presidente della catena alberghiera Bowman-Biltmore Hotels Corporation, che aveva concesso gli spazi per alloggiare il quartier generale per preparare la spedizione.